# Cize, Jura
Cize là một xã trong vùng hành chính Franche-Comté, thuộc tỉnh Jura, quận Lons-le-Saunier, tổng Champagnole. Tọa độ địa lý của xã là 46° 43' vĩ độ bắc, 05° 54' kinh độ đông. Cize nằm trên độ cao trung bình là 529 mét trên mực nước biển, có điểm thấp nhất là 515 mét và điểm cao nhất là 811 mét. Xã có diện tích 4.19 km², dân số vào thời điểm 1999 là 828 người; mật độ dân số là 198 người/km².

## Thông tin nhân khẩu
| 1962 | 1968 | 1975 | 1982  | 1990 | 1999 |
| ---- | ---- | ---- | ----- | ---- | ---- |
| 322  | 378  | 470  | 1.005 | 958  | 828  |